# Cyphophoenix
Cyphophoenix , es un género con cuatro especies de plantas con flores perteneciente a la familia  de las palmeras (Arecaceae). 

## Descripción
Cyphophoenix elegans y C. alba se producen en los bosques en las rocas esquistosas en el noreste de Nueva Caledonia. Cyphophoenix fulcita crece en Nueva Caledonia en el bosque húmedo en las rocas de serpentina, ocurriendo a menudo encaramadas en las rocas con sus raíces aéreas, C. nucele se limita al coral elevado de la isla de Lifou. 

## Distribución
Es nativo de Nueva Caledonia y está tan estrechamente relacionado con las palmas Campecarpus y Veillonia que según Kew son actualmente sus sinónimos con los que comparte la cadena de islas.

## Taxonomía
El género fue descrito por H.Wendl. ex Hook.f. in G.Bentham & J.D.Hooker y publicado en Genera Plantarum 3: 893. 1883.
Etimología
Cyphophoenix: nombre genérico compuesto por las palabras kyphos = "joroba", "encorvada", y phoenix = un nombre general para una palmera, quizás en referencia a la terminal prominente estigmática que se mantiene en la fruta.

## Especies
- Cyphophoenix alba (H.E.Moore) Pintaud & W.J.Baker (2008).
- Cyphophoenix elegans (Brongn. & Gris) H.Wendl. ex Salomón (1887).
- Cyphophoenix fulcita (Brongn.) Hook.f. ex Salomon (1887).
- Cyphophoenix nucele H.E.Moore (1976).